# Contea di Highland (Ohio)
La contea di Highland (in inglese Highland County) è una contea dello Stato dell'Ohio, negli Stati Uniti. La popolazione al censimento del 2000 era di 40 875 abitanti. Il capoluogo di contea è Hillsboro.